# アラリペスコルピウス
アラリペスコルピウス（Araripescorpius）は、ヒゲナガサソリ科の化石サソリの1属。ブラジルの白亜紀の地層から発見される Araripescorpius ligabuei という1種のみが知られる。

## 発見
最初は1986年にブラジルのアラリペ台地にある白亜紀前期の地層であるクラト層で発見されたが、化石は状態が悪く、詳細は不明瞭であった。発見当時はコガネサソリ上科（Scorpionoidea）に分類されていたが、後により状態の良い化石が発見され、これを分析した特徴からChactoidea上科のヒゲナガサソリ科（Chactidae）に変更された。

## 特徴
体長は11-17.5mmの小型のサソリである。前体（頭胸部）は化石の状態が悪く構造は判明していない。前体の腹板は五角形で広がっている。触肢はハサミ以外の部分は細長く、ハサミの部分は短く太いものとなっている。化石の櫛状板は不完全な形状で、薄膜（lamella、櫛状の突起物）はほとんど残存していない生殖口蓋は丸く、引き延ばされた形状となっており、中央で分割される。終体（後腹部、サソリの “尾”）の各体節は後方ほど長くなる。化石の尾節は不完全であるため、毒針の形状は判明していない。